# 曼諾河

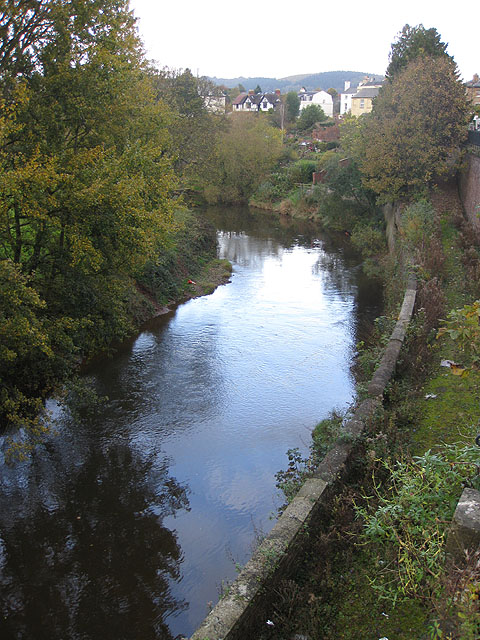
上游

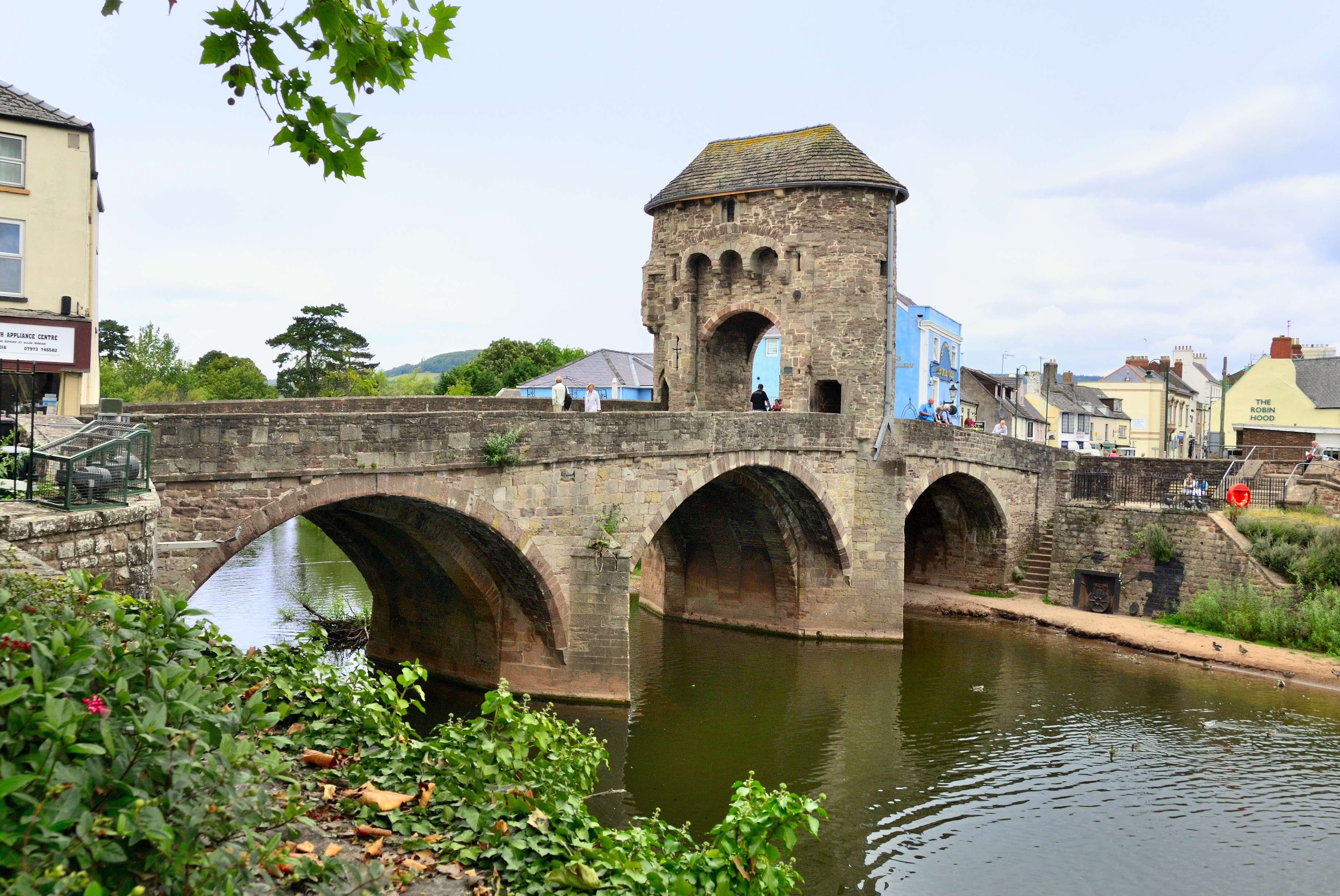
曼諾橋

曼諾河（英語：River Monnow；威爾斯語：Afon Mynwy），是英國的一條河川，流經英格蘭禧福郡的西南部，及威爾斯蒙茅斯郡的東部。河長68公里，部分河段是英格蘭與威爾斯的界河。

## 關連項目
- 威河